# 阿佩基奥
阿佩基奥（義大利語：Apecchio），是意大利佩萨罗-乌尔比诺省的一个市镇。总面积103.26平方公里，人口2089人，人口密度20.2人/平方公里（2008年）。ISTAT代码为041002。